# Axel Pilmark
Axel "Pap" Pilmark (Copenhague, 23 de novembro de 1925 - 13 de julho de 2009) foi um futebolista dinamarquês, medalhista olímpico. 

## Carreira
Axel Pilmark fez parte do elenco medalha de bronze, nos Jogos Olímpicos de 1948.

## Ligações Externas
- Perfil olímpico